# Prognanik
Prognanik i izbjeglica je pojam koji u najširem smislu označava svaku osobu koja je bila zbog rata, elementarne nepogode ili sličnih okolnosti bila prisiljena trajno ili na duži rok napustiti svoju domovinu ili prebivalište.
Od godine 1951., pojam izbjeglice je suzilo međunarodno pravo, odnosno Konvencija UN-a o statusu izbjeglica, koja kao izbjeglicu definira "osobu koja se nalazi izvan zemlje svog državljanstva i koja zbog osnovanog straha od proganjanja zbog rase, vjere, nacionalnosti, pripadnosti određenoj društvenoj grupi ili političkog uvjerenja ne želi ili se ne može staviti pod zaštitu te države".
Pojam izbjeglice i prognanika nije sasvim istoznačan. Prognanici se razlikuju od izbjeglica (eng. deportees, banished people) jer protiv svoje volje iseljavaju iz kraja ili čak države gdje su živjeli. Uzrok je izravna prijetnjom i/ili naredba. Prognanička djeca, bilo da su sami prognani ili rođeni u prognanstvu, bolje čuvaju roditeljski jezik. Razlog je izravniji osjećaj uzvrata, otpora ka progonitelju. Afektivniji su ka jeziku novog kraja i odbijaju ga usvojiti. Dok je u iseljavanju izbjeglica imao barem neki element svoje odluke, makar je nastao manom volje, prognanik je ostao do kraja, nikako nije htio napustiti domovinu i otjerala ga je jasno izražena tuđa volja te ni teorijski nije mogao ostati u svom domu. Slični izbjeglicama su predbjeglice.
Najfascinantnija djela hrvatskog slikara Kristijana Krekovića odnosi se na prognanike, Egzodus 20. stoljeća, izloženo u Galeriji Kristijan Kreković u Palma de Mallorci. Naslikani prognanici svih su ljudskih rasa, a na samom desnom kraju je hrvatski par u ličkoj narodnoj nošnji (u biti autoportret slikara i njegove supruge) te ispred njih Židov s tipičnom židovskom kapicom.

## Unutarnje poveznice
- Emigracija
- Azil
- Predbjeglica
- Iseljenik
- Raseljenik
- Prebačeni govornik
- Premješteni govornik
- Naseljenik
- Povratnik
- Preseljenik
- Doseljenik
- Useljenik